# Eurovision Song Contest 1986
Il trentunesimo Gran Premio Eurovisione della Canzone si tenne a Bergen (Norvegia) il 3 maggio 1986.

## Storia
Grecia e Italia si ritirarono dal concorso del 1986. I Paesi Bassi e la Jugoslavia ritornarono e l'Islanda fece il suo debutto. Quest'ultima voleva partecipare da alcuni anni, ma non potendo affrontare l'organizzazione del concorso, in caso di vittoria, decise di aspettare sino a quando sarebbe stata pronta per tale evenienza. I paesi partecipanti, quindi, furono 20. Il Lussemburgo portò la cinquecentesima canzone del concorso, L'amour de ma vie, interpretata da Sherisse Laurence. Il “Gran Premio dell'Eurovisione” fu una grande opportunità commerciale per il paese ospitante, inusuale per quel periodo dell'anno. La vincitrice fu Sandra Kim per il Belgio. La cantante disse di avere quindici anni, ma in realtà ne aveva solo tredici. Con la canzone J'aime la vie il Belgio vinse per la prima volta il “Gran Premio” e, in tal modo, tutti i paesi partecipanti al primo ESC del 1956, avevano vinto, almeno una volta, il concorso.

## Stati partecipanti

Stati partecipanti
Paesi che hanno partecipato in passato ma non nel 1986

Stati partecipanti
     Paesi che hanno partecipato in passato ma non nel 1986
| Stato                    | Artista                     | Brano                            | Lingua     | Processo di selezione                                        |
| ------------------------ | --------------------------- | -------------------------------- | ---------- | ------------------------------------------------------------ |
| Austria                  | Timna Brauer                | Die Zeit ist einsam              | Tedesco    | Interno                                                      |
| Belgio                   | Sandra Kim                  | J'aime la vie                    | Francese   | Eurosong 1986, 2 marzo 1986                                  |
| Cipro                    | Elpida                      | Tora Zo                          | Greco      | Interno                                                      |
| Danimarca                | Lise Haavik                 | Du er fuld af løgn               | Danese     | Dansk Melodi Grand Prix 1986, 22 febbraio 1986               |
| Finlandia                | Kari Kuivalainen            | Never the End                    | Finlandese | Euroviisukarsinta 1986, 22 febbraio 1986                     |
| Francia                  | Cocktail Chic               | Européennes                      | Francese   | L'Eurovision 1986, 22 marzo 1986                             |
| Germania                 | Ingrid Peters               | Über die Brücke geh'n            | Tedesco    | Ein Lied für Bergen, 27 marzo 1986                           |
| Irlanda                  | Luv Bug                     | You Can Count On Me              | Inglese    | National Song Contest 1986, 30 marzo 1986                    |
| Islanda                  | ICY                         | Gleðibankinn                     | Islandese  | Söngvakeppni Sjónvarpsins 1986, 15 marzo 1986                |
| Israele                  | Moti Giladi & Sarai Tzuriel | Yavo Yom                         | Ebraico    | Kdam Eurovision 1986, 27 marzo 1986                          |
| Jugoslavia               | Doris Dragović              | Željo moja                       | Croato     | Jugovizija 1986, 7 marzo 1986                                |
| Lussemburgo              | Sherisse Stevens            | L'amour de ma vie                | Francese   | Interno                                                      |
| Norvegia (organizzatore) | Ketil Stokkan               | Romeo                            | Norvegese  | Melodi Grand Prix 1986, 22 marzo 1986                        |
| Paesi Bassi              | Frizzle Sizzle              | Alles heeft ritme                | Olandese   | Nationaal Songfestival 1986, 1º aprile 1986                  |
| Portogallo               | Dora                        | Não sejas mau para mim           | Portoghese | Festival da Canção 1986, 22 marzo 1986                       |
| Regno Unito              | Ryder                       | Runner in the Night              | Inglese    | A Song For Europe 1986, 2 aprile 1986                        |
| Spagna                   | Cadillac                    | Valentino                        | Spagnolo   | Interno                                                      |
| Svezia                   | Lasse Holm & Monica Törnell | E' de' det här du kallar kärlek? | Svedese    | Melodifestivalen 1986, 22 marzo 1986                         |
| Svizzera                 | Daniela Simmons             | Pas pour moi                     | Francese   | Concours Eurovision 1986, 25 gennaio 1986                    |
| Turchia                  | Klips ve Onlar              | Halley                           | Turco      | 10. Eurovision Şarkı Yarışması Türkiye Finali, 15 marzo 1986 |

### Artisti ritornanti
- John Hatting dal gruppo "Trax" (Danimarca 1982 - come una parte del gruppo "Brixx")

## Struttura di voto
Ogni paese premia con dodici, dieci, otto e dal sette all'uno, punti per le proprie dieci canzoni preferite.

## Orchestra
Diretta dai maestri: Anders Berglund (Svezia), Hans Blum (Germania), Jo Carlier (Belgio), Martyn Ford (Cipro), Colin Frechter (Portogallo), Nikica Kalogjera (Jugoslavia), Noel Kelehan (Irlanda), Melih Kibar (Turchia), Egil Monn-Iversen (Norvegia e Danimarca), Eduardo Leiva (Spagna), Richard Österreicher (Austria), Jean-Claude Petit (Francia), Ossi Runne (Finlandia), Atilla Sereftug (Svizzera), Rolf Soja (Lussemburgo), Gunnar Thordarsson (Islanda), Harry van Hoof (Paesi Bassi) e Yoram Zadok (Israele). La canzone britannica non ha usato l'accompagnamento orchestrale.

## Classifica
| N° | Stato       | Cantante                    | Canzone                         | Punti | Posizione |
| -- | ----------- | --------------------------- | ------------------------------- | ----- | --------- |
| 01 | Lussemburgo | Sherisse Laurence           | L'amour de ma vie               | 117   | 3         |
| 02 | Jugoslavia  | Doris Dragović              | Željo moja                      | 49    | 11        |
| 03 | Francia     | Cocktail Chic               | Européennes                     | 13    | 17        |
| 04 | Norvegia    | Ketil Stokkan               | Romeo                           | 44    | 12        |
| 05 | Regno Unito | Ryder                       | Runner In The Night             | 72    | 7         |
| 06 | Islanda     | ICY                         | Gleðibankinn                    | 19    | 16        |
| 07 | Paesi Bassi | Frizzle Sizzle              | Alles heeft ritme               | 40    | 13        |
| 08 | Turchia     | Klips Ve Onlar              | Halley                          | 53    | 9         |
| 09 | Spagna      | Cadillac                    | Valentino                       | 51    | 10        |
| 10 | Svizzera    | Daniela Simmons             | Pas pour moi                    | 140   | 2         |
| 11 | Israele     | Moti Giladi & Sarai Tzuriel | Yavo yom                        | 7     | 19        |
| 12 | Irlanda     | Luv Bug                     | You Can Count On Me             | 96    | 4         |
| 13 | Belgio      | Sandra Kim                  | J'aime la vie                   | 176   | 1         |
| 14 | Germania    | Ingrid Peters               | Über die Brücke geh'n           | 62    | 8         |
| 15 | Cipro       | Elpida                      | Tora zo                         | 4     | 20        |
| 16 | Austria     | Timna Brauer                | Die Zeit ist einsam             | 12    | 18        |
| 17 | Svezia      | Monica Törnell & Lasse Holm | È de' det här du kaller kärlek? | 78    | 5         |
| 18 | Danimarca   | Lise Haavik                 | Du er fuld af løgn              | 77    | 6         |
| 19 | Finlandia   | Kari Kuivalainen            | Päivä kahden ihmisen            | 22    | 15        |
| 20 | Portogallo  | Dora                        | Não sejas mau para mim          | 28    | 14        |

12 punti
| N. | A           | Da                                                |
| -- | ----------- | ------------------------------------------------- |
| 5  | Belgio      | Finlandia, Francia, Irlanda, Portogallo, Turchia  |
| 5  | Svizzera    | Belgio, Israele, Lussemburgo, Paesi Bassi, Svezia |
| 3  | Irlanda     | Austria, Danimarca, Spagna                        |
| 2  | Lussemburgo | Germania, Norvegia                                |
| 2  | Svezia      | Islanda, Svizzera                                 |
| 1  | Germania    | Regno Unito                                       |
| 1  | Turchia     | Jugoslavia                                        |
| 1  | Jugoslavia  | Cipro                                             |